# Кальніченко Володимир Ілліч
Володимир Ілліч Кальніченко (нар. 17 червня 1957, село Листвин, тепер Овруцького району Житомирської області) — український діяч, 1-й заступник голови Хмельницької обласної державної адміністрації, тимчасовий виконувач обов'язків голови Хмельницької обласної державної адміністрації (з 11 червня по 21 листопада 2019 року).

## Життєпис
У вересні 1974 — січні 1979 року — студент Житомирського сільськогосподарського інституту, «агрономія», агромеліоратор.
У лютому — жовтні 1979 року — старший агроном колгоспу «Зоря комунізму» смт. Народичі Житомирської області.
У жовтні 1979 — травні 1981 року — служба в лавах Радянської армії.
У червні 1981 — лютому 1986 року — старший агроном, заступник голови колгоспу «Зоря комунізму» смт. Народичі Житомирської області. Член КПРС.
У лютому 1986 — лютому 1989 року — голова колгоспу імені XXI партз'їзду села Новий Дорогинь Народицького району Житомирської області.
У березні 1989 — січні 1992 року — заступник голови Народицького районного агропромислового об'єднання по рослинництву Житомирської області. З січня по квітень 1992 року тимчасово не працював у зв'язку з відселенням із зони Чорнобильської АЕС.
У квітні 1992 — квітні 1996 року — начальник відділу, головний спеціаліст управління житлово-комунального господарства Хмельницької обласної державної адміністрації.
У квітні 1996 — грудні 2007 року — голова Хмельницького насіннєвого підприємства ТОВ «Хмельницькнасіння» у місті Хмельницький.
У грудні 2007 — травні 2010 року — заступник начальника Головного управління агропромислового розвитку Хмельницької обласної державної адміністрації. У травні 2010 — грудні 2012 року — 1-й заступник начальника Головного управління агропромислового розвитку Хмельницької обласної державної адміністрації. У грудні 2012 — квітні 2014 року — заступник директора Департаменту агропромислового розвитку Хмельницької обласної державної адміністрації.
У квітні 2014 — червні 2017 року — заступник голови Хмельницької обласної державної адміністрації.
З червня 2017 року — перший заступник голови Хмельницької обласної державної адміністрації.
З 11 червня по 21 листопада 2019 року — тимчасовий виконувач обов'язків голови Хмельницької обласної державної адміністрації.